# KLM Royal Dutch Airlines
Koninklijke Luchtvaart Maatschappij N.V., usualmente llamada Royal Dutch Airlines (conocida comúnmente por el acrónimo de KLM, traducción literal del neerlandés: Compañía Real de Aviación) es la principal aerolínea de bandera de los Países Bajos. KLM tiene su sede principal en Amstelveen, con su centro en el cercano aeropuerto de Ámsterdam-Schiphol; es parte del grupo Air France-KLM y miembro de la alianza de aerolíneas SkyTeam. Fundada en 1919, KLM es la aerolínea operativa más antigua del mundo y tiene 35 488 empleados con una flota de 149 (excluidas las subsidiarias) en 2021. KLM opera servicios regulares de pasajeros y carga a 145 destinos.

## Historia
Fue fundada el 7 de octubre de 1919, siendo hoy en día la aerolínea más antigua aún operativa bajo su nombre inicial. Su primer vuelo fue el 17 de mayo de 1920, de Londres a Ámsterdam, llevando a bordo a dos periodistas británicos y una carga de periódicos. Se fundó 58 días antes que la aerolínea colombiana Avianca, la segunda más antigua del mundo. 
El 30 de septiembre de 2003, KLM Royal Dutch Airlines y la compañía francesa Air France anunciaron la fusión de ambas aerolíneas, formando una nueva compañía llamada Air France-KLM (afiliadas a SkyTeam). Air France-KLM ingresó oficialmente en la alianza de aerolíneas SkyTeam en septiembre de 2004.
Posee el 100 % de Transavia Airlines, el 100 % de Martinair y el 26 % de Kenya Airways.

### Incidentes y accidentes

Recreación computarizada del instante del choque.

Accidente de Los Rodeos
El desastre aéreo de Tenerife (también conocido como accidente de Los Rodeos) hace referencia a una colisión entre dos aviones Boeing 747 que se produjo el 27 de marzo de 1977 en el aeropuerto de Los Rodeos (actual Tenerife-Norte), en el municipio de San Cristóbal de La Laguna, al norte de la isla española de Tenerife. Un total de quinientas ochenta y tres personas perdieron la vida.
Para Pan Am fue el peor siniestro aéreo que involucró una aeronave estadounidense, mucho más que el vuelo 191 de American Airlines ocurrido dos años después. Para la KLM fue el siniestro más mortífero de una aeronave neerlandesa superando el siniestro del vuelo 138 de Martinair acaecido tres años antes. Asimismo, es el peor accidente aéreo a nivel mundial en la historia de la aviación.
Los aviones accidentados fueron el vuelo 4805, un vuelo chárter de la línea aérea neerlandesa KLM, que volaba desde el aeropuerto de Schiphol en Ámsterdam (Países Bajos), en dirección al aeropuerto de Gran Canaria (España), y el vuelo 1736, vuelo regular de Pan Am, que volaba desde el aeropuerto Internacional John F. Kennedy en Nueva York, procedente del aeropuerto Internacional de Los Ángeles (Estados Unidos), hacia el aeropuerto de Gran Canaria.

## Filiales
- KLM
- KLM Asia
- KLM Cargo (transportes de carga)
- KLM Luchtvaartschool (escuela de aviación)

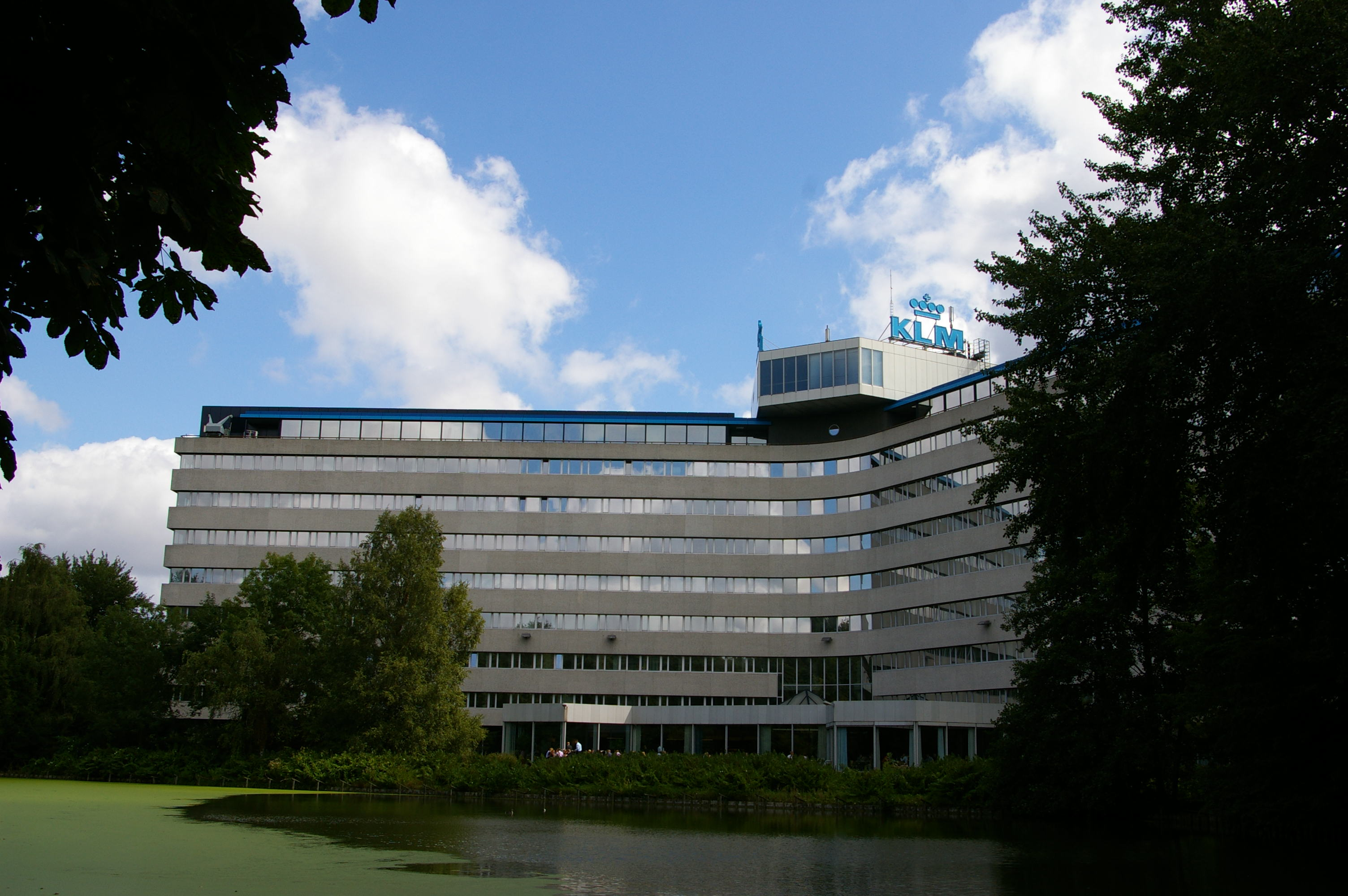
La sede de KLM.

- KLM Cityhopper

KLM Cityhopper es la filial regional de KLM Royal Dutch Airlines – parte del grupo Air France-KLM. La aerolínea, con su sede, el edificio Convair, en los terrenos del Aeropuerto de Ámsterdam Schiphol en Schiphol-Oost, Haarlemmermeer, opera vuelos de corto alcance en Europa y sus alrededores. Cuenta con vuelos regulares a unos cuarenta y cuatro (44) destinos aproximadamente si bien este número puede variar en el transcurso del año y la aerolínea puede operar a aquellos destinos que le solicite su compañía matriz, KLM Royal Dutch Airlines. La identificación de la aerolínea es idéntica a la de su compañía matriz con la adición del sufijo “cityhopper” tras el logo de la corona de KLM y la supresión de los títulos “The Flying Dutchman” y “Royal Dutch Airlines” en la librea de sus aeronaves. Se va a implementar una nueva fuente de escritura que están siendo ejecutada en la última modernización y sus campañas de marketing desde 2008.
La aerolínea cuenta con cinco bases de operaciones totalmente dotadas, herencia de la adquisición de Air UK y su posterior fusión en la marcaKLM UK. Para finalizar, cientos de tripulantes de cabina de vuelo y pasajeros británicos continúan operando vuelos de KLM cityhopper desde el Reino Unido y los Países Bajos a toda la red de vuelos de la aerolínea.
Al igual que su compañía matriz y pese a la operación de aeronaves de pequeño tamaño, KLM cityhopper ofrece servicios de cabina de dos clases en la mayoría de sus vuelos superiores a los cincuenta minutos de trayecto.
KLM cityhopper opera una estructura de servicios de alimentación muy exitoso a su hub de Ámsterdam con vuelos regulares, y con horarios adaptados en toda Europa para posibilitar la conexión con los vuelos intercontinentales de su aerolínea matriz y el resto de miembros de la alianza Skyteam.

### KLM Asia
KLM Asia (chino: 荷蘭亞洲航空公司; pinyin: Hélán Yàzhōu Hángkōng Gōngsī) es una subsidiaria de propiedad total registrada en Taiwán.  La aerolínea se estableció en 1995 para operar vuelos a Taipéi sin comprometer los derechos de tráfico de KLM para destinos en la República Popular China.[91]  Las aeronaves operadas por la subsidiaria reciben varias modificaciones en su librea.  La bandera de los Países Bajos y Europa se eliminan, mientras que el logotipo estilizado de la corona holandesa de KLM se reemplaza con la marca denominativa KLM Asia. La flota de aviones operados por la subsidiaria consta de siete aviones Boeing 777-200ER y dos Boeing 777-300ER a partir de marzo de 2020. KLM Asia operó inicialmente la ruta Ámsterdam-Bangkok-Taipéi con aviones Boeing 747-400 Combi y Boeing 747-400  .  Desde marzo de 2012, opera la ruta revisada Ámsterdam-Taipéi-Manila con aviones Boeing 777-200ER/-300ER. Los aviones de KLM Asia también se utilizan ocasionalmente para dar servicio a otros destinos en la red más amplia de KLM.[cita requerida]

## Destinos
KLM vuela a 131 ciudades a nivel mundial.

## Flota

### Flota Actual
La flota de KLM consiste de los siguientes aviones hasta mayo de 2023:

## Código compartido
A partir de abril de 2009, KLM tiene código compartido con las siguientes aerolíneas:
- Aer Lingus
- Aircalin (Solo programa de viajeros frecuente Flying Blue)
- Aeroflot
- Aerolíneas Argentinas
- Aeroméxico
- Air Europa
- Air France
- Alaska Airlines
- Avianca (Solo programa de viajeros frecuente Flying Blue)
- Bangkok Airways (Solo programa de viajeros frecuente Flying Blue, solo para redimir millas)
- Bulgaria Air
- CCM Airlines (Solo programa de viajeros frecuente Flying Blue)
- China Southern Airlines
- CityJet
- Copa Airlines
- Czech Airlines
- Delta Air Lines
- Gulf Air
- ITA Airways[14]
- Japan Airlines (Solo programa de viajeros frecuente Flying Blue)
- Kenya Airways
- Korean Air
- Malaysia Airlines
- Middle East Airlines (Solo programa de viajeros frecuente Flying Blue)
- Qantas (Solo programa de viajeros frecuente Flying Blue, redimir millas)
- TAAG Angola Airlines (Solo programa de viajeros frecuente Flying Blue)
- TAME
- Gol Linhas Aéreas
- TAROM
- Twin Jet (Solo programa de viajeros frecuente Flying Blue)
- Ukraine International Airlines
- WestJet
- Widerøe

KLM ofrece clase business y clase económica en todos sus aviones. En los aviones de largo recorrido, una tercera clase llamada "clase económica de confort" se ofrece. En los aviones de corto recorrido, Business Class se llama Europe Select, mientras que en las aeronaves de largo recorrido de clase de negocios se llama World Business Class.

## Cabina

### World Business Class
World Business Class ofrece un campo de 60 pulgadas en todos los aviones de largo recorrido. Todos ofrecen una aeronave un grado 170 en ángulo plano del asiento se encuentran con un monitor de TV "10.4 con AVOD (Audio Video on Demand), correo electrónico y mensajería de texto, un dosel de privacidad, una función de masaje y el poder puertos portátil. Última incorporación de KLM de la flota, el Boeing 777-300ER incorpora el mismo asiento de la Clase ejecutiva como socio de fusión de Air France. Todos los asientos del CMB ofrecen lámparas para leer personales, pierna / pie descansa y teléfonos personales (en la parte posterior del controlador)
Pre-salida instalaciones incluyen una reserva completamente flexible (excepto WBC vacaciones tarifa que pueden tener restricciones), los mostradores de facturación, acceso a salas vip, embarque prioritario y 125% al 175% millas de vuelo azul. A bordo, los pasajeros recibieron una comida de tres platos, con menús, previa a la salida de bebidas y bocadillos, que están disponibles durante todo el vuelo.
Europe Select
Europe Select, es el producto premium de KLM en los sectores más cortos, se ofrece en vuelos operados por Boeing 737 equipos. Ofrece un campo de 33 pulgadas, un servicio de comidas a bordo (o frío comidas calientes dependerá de la duración del vuelo), prioridad de embarque, exceso de equipaje, doble milla de vuelo azul y flexible de reserva en su totalidad.

### Clase Turista

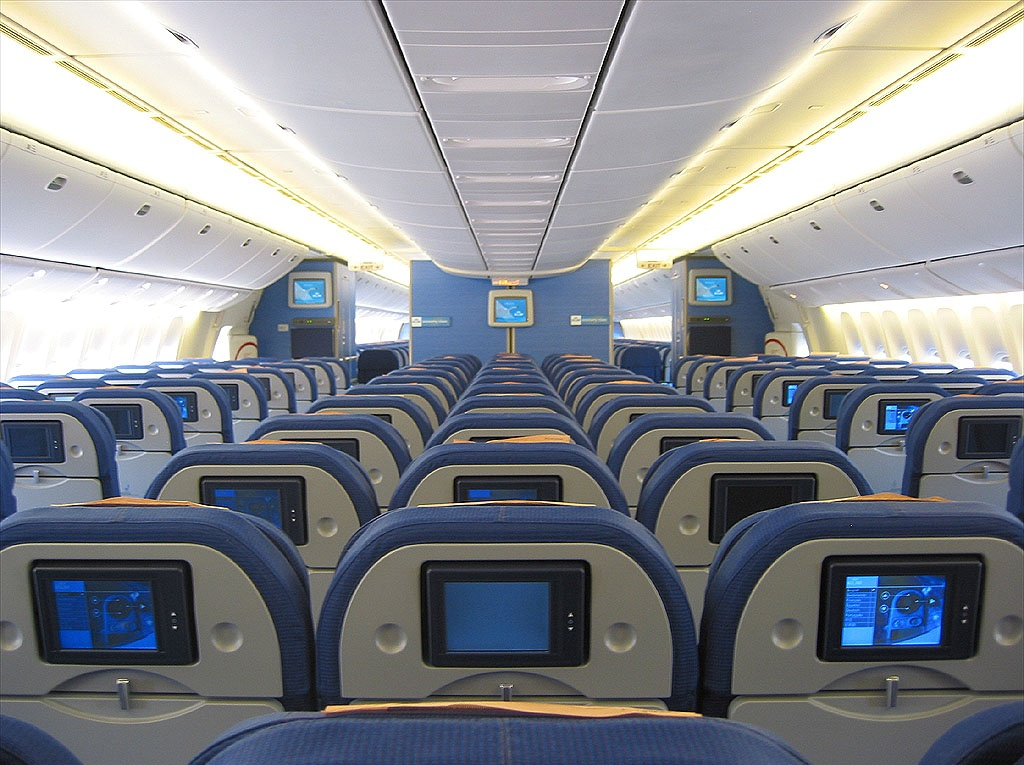
Boeing 777-200ER Economy Class.

En breve Europea en vuelos de KLM y KLM Cityhopper, las aeronaves no tienen en entretenimiento a bordo y contienen un asiento de 31". Los pasajeros que vuelen Economía rutas de largo recorrido de clase fuera de Europa recibe un servicio de comida caliente (a menudo más de una función de la duración del vuelo ), con cubiertos de metal real. Los pasajeros que vuelen dentro de Europa en Economy Class de KLM recibirán un refrigerio para adaptarse a la hora del día. Bocadillos recién preparados el día de vuelo de la mañana se sirven en la mayoría de los vuelos. Bebidas (incluido el alcohol) están libres de KLM para todos los pasajeros, con la excepción de champán.

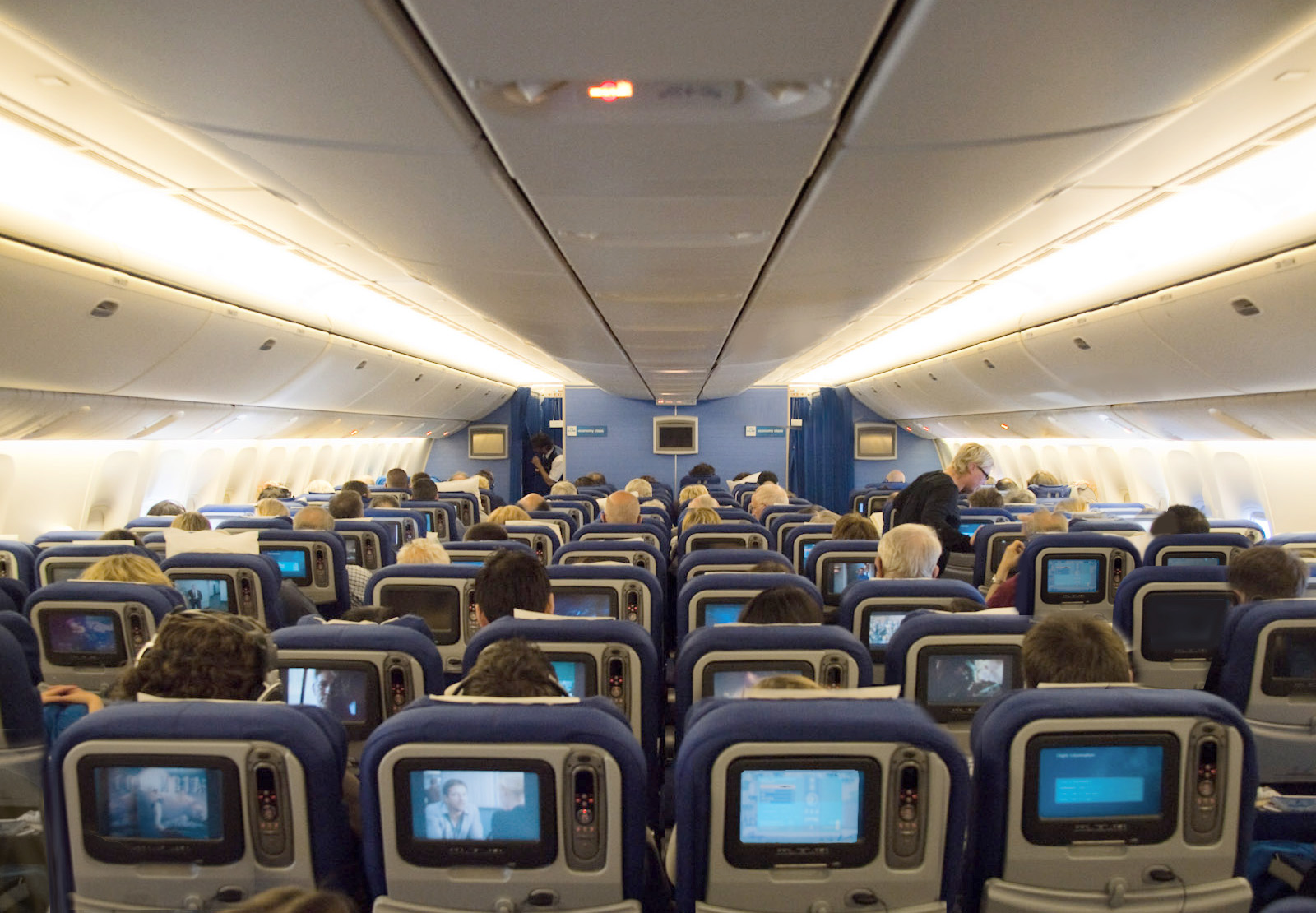
Boeing 777-300ER Economy Class.

En 2010, KLM refresca el interior de su flota de 747. Esta actualización también incluye PTV en Economy Class con una pantalla privada para cada asiento y de información durante el vuelo. Desde el 11 de mayo de 2010, un total de diez 747 han sido actualizados y renovados (Full Pax 747 PH-BFA, PH-BFB, PH-BFG, PH-BFL, PH-BFN. 747 Combi: PH-BFK, PH- BFP, PH-BFS, PH-BFT y BFV PH-).
KLM 747-400s y 777-300ER de asientos economía son de diez al día (3-4-3), el 777-200ER y el MD-11 están al corriente de nueve (3-3-3), mientras que el A330 se encuentran ocho en fondo (dos -4-2).

### Economía Comfort Class
Economía Comfort Class se ofrece sólo en vuelos intercontinentales. Proporciona una mayor distancia entre asientos, hasta 35" y una mayor inclinación, hasta 7", que puestos economía regular, pero lo mismo y franquicia de equipaje en vuelo de servicio aplica en el archivo. No hay prioridad en el embarque, pero desde la zona de confort Economía se encuentra en la parte delantera de la aeronave, KLM se anuncia el desembarco rápido como una ventaja de Economía Comfort Class. Se puede reservar por cualquier pasajero en posesión de cualquier billete de clase turista, sino una tarifa puede aplicar.

## Contribución de KLM a los problemas climáticos
Los planes de KLM para los próximos años se basan en un crecimiento constante. Esto contradice la necesidad de reducir las emisiones. Las medidas de reducción de emisiones propuestas por KLM no son suficientes para lograr una reducción absoluta de la contaminación. 
Además, la industria aérea, incluida KLM, siempre se ha opuesto con vehemencia a la reducción del número de vuelos para reducir el impacto sobre la salud de las personas y las emisiones de CO2. KLM se opone activamente a la reducción de los movimientos de vuelos hacia y desde Schiphol y ejerce una fuerte presión contra la política climática europea.   
En definitiva, sólo cabe concluir que la industria aérea y KLM abogan por más oportunidades de emitir CO2 en lugar de garantizar una reducción absoluta del impacto de los vuelos en el medio ambiente mundial.

### Combustibles de aviación sostenibles
La principal medida mencionada por KLM en su programa de reducción de emisiones es la adición de Combustible de Aviación Sostenible (SAF – Sustainable Aviation Fuel) al combustible de aviación. Sin embargo, aún no existe una vía realista para esta estrategia, sólo se prevé una escasez de SAF por el momento. El elevado coste del SAF implica que sólo se utilizará cuando sea legalmente necesario. 
KLM ofrece a sus clientes la posibilidad de pagar un extra por SAF, KLM ofrece entonces intentar utilizar la cantidad extra pagada por SAF adicional en el plazo de un año. De este modo, KLM intenta responsabilizar a sus clientes de la reducción de emisiones. El tribunal dictaminó que KLM se equivoca al afirmar que ofrece vuelos sostenibles.

### Compensación mediante reforestación
KLM ofrece a sus clientes la posibilidad de compensar las emisiones de sus vuelos contribuyendo a programas de reforestación. El eslogan utilizado era «Sé un héroe, vuela CO2 cero». La agencia holandesa RCC (Comité del Código de Publicidad) indicó a KLM que esta afirmación no estaba suficientemente fundamentada y que era erróneo afirmar que era posible volar con CO2 neutro. La redacción de la página web de KLM se ha modificado en consecuencia, sustituyendo la afirmación de CO2 neutro. La redacción dice ahora que, al apoyar el desarrollo de la naturaleza, no se reduce el impacto ambiental, pero podemos así «ayudar a los ecosistemas a recuperarse de las actividades humanas perjudiciales».